# Miroslava Skleničková
Miroslava Skleničková (Karlovy Vary, Checoslovaquia, 11 de marzo de 1951) es una gimnasta artística checoslovaca, en 1968 en el concurso por equipos.

## Carrera deportiva
En las Olimpiadas celebradas en Ciudad de México en 1968 consigue la plata en el concurso por equipos, tras la Unión Soviética y delante de Alemania del Este, siendo sus compañeras: Věra Čáslavská, Marianna Krajčírová, Jana Kubičková, Hana Lišková y Bohumila Řimnáčová.